# My Flaming Heart

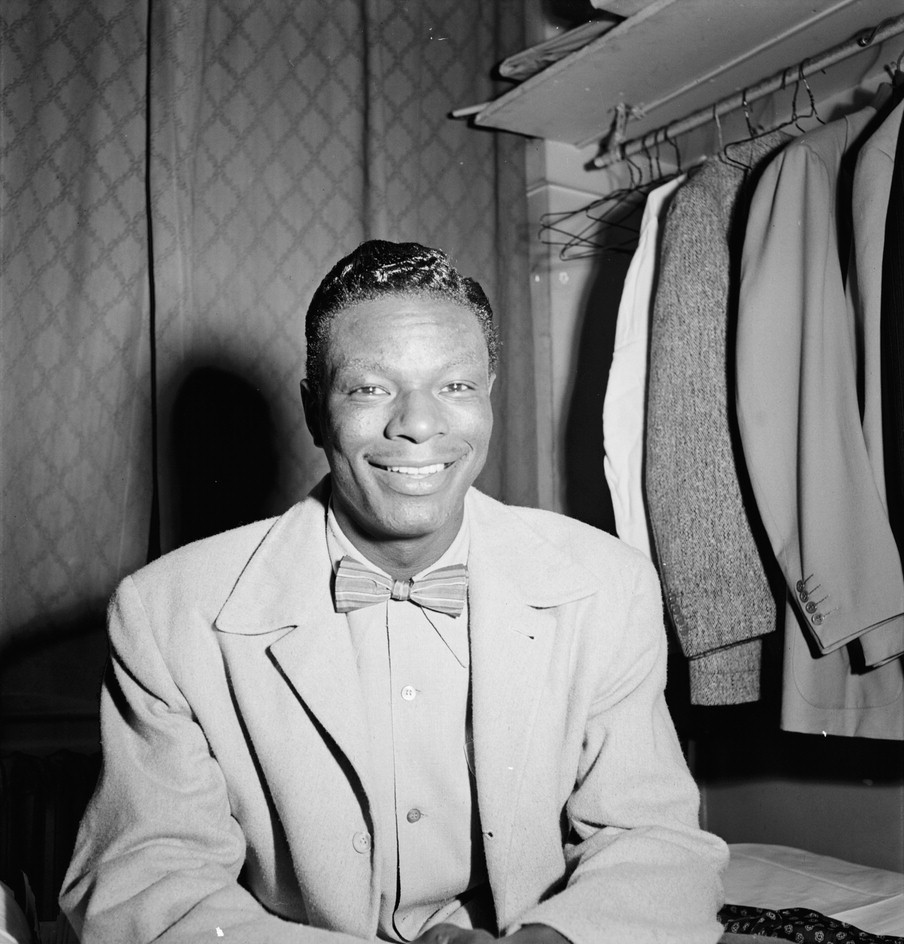
Nat King Cole, um 1946
Foto: William P. Gottlieb

My Flaming Heart ist ein Song von Nikolaus Brodszky (Musik) und Leo Robin (Text), der 1952 veröffentlicht wurde.
Brodszky und Robin schrieben My Flaming Heart für den Musical-Film Small Town Girl (1953, Regie: László Kardos), mit Jane Powell, Farley Granger und Ann Miller in den Hauptrollen. In Film wird der Song von Nat King Cole (der als er selbst in einem Nachtclub auftritt) und dem Nelson Riddle Orchestra vorgestellt. Der Song erhielt 1954 eine Oscar-Nominierung in der Kategorie Bester Song. Nat Cole veröffentlichte den Song, gekoppelt mit I Am in Love auf Capitol Records (F 2459); die Single stieg 1953 in den Vereinigten Staaten bis auf #4 der Billboard-Charts.
Die beiden ersten Zeilen des Lieds lauten: Burn low my flaming heart / A night like this could be the end or the start.
Coverversionen des Songs nahmen u. a. Kenny Drew junior und John Stein/Ron Gill auf.